# Jatisawit (Kasokandel)
Jatisawit is een bestuurslaag in het regentschap Majalengka van de provincie West-Java, Indonesië. Jatisawit telt 1907 inwoners (volkstelling 2010).